# Galicische Literatur
Die galicische Literatur umfasst die Werke in galicischer Sprache, einer romanischen Sprache, die in Galicien im Nordwesten der Iberischen Halbinsel gesprochen wird. Galicisch ist heute die offizielle Sprache Galiciens und wird in Schulen und Universitäten gelehrt; etwa 70 % der Bevölkerung dieser Region sprechen nur oder hauptsächlich Galicisch. Galicisch ist eng mit dem Portugiesischen verwandt und bildete dessen Urform: Lange Zeit bildete es einen gemeinsamen Sprachraum bzw. ein Dialektkontinuum mit dem Portugiesischen mit Übergangsdialekten zum Asturischen. Es konnte sich aber im Gegensatz zum Portugiesischen, das zur Sprache eines souveränen Staates wurde, nur zu einem regionalen Idiom entwickeln, das lange Zeit als Sprache einfacher Leute diskriminiert wurde, deren Verschriftlichung nicht notwendig oder gar schädlich erschien.

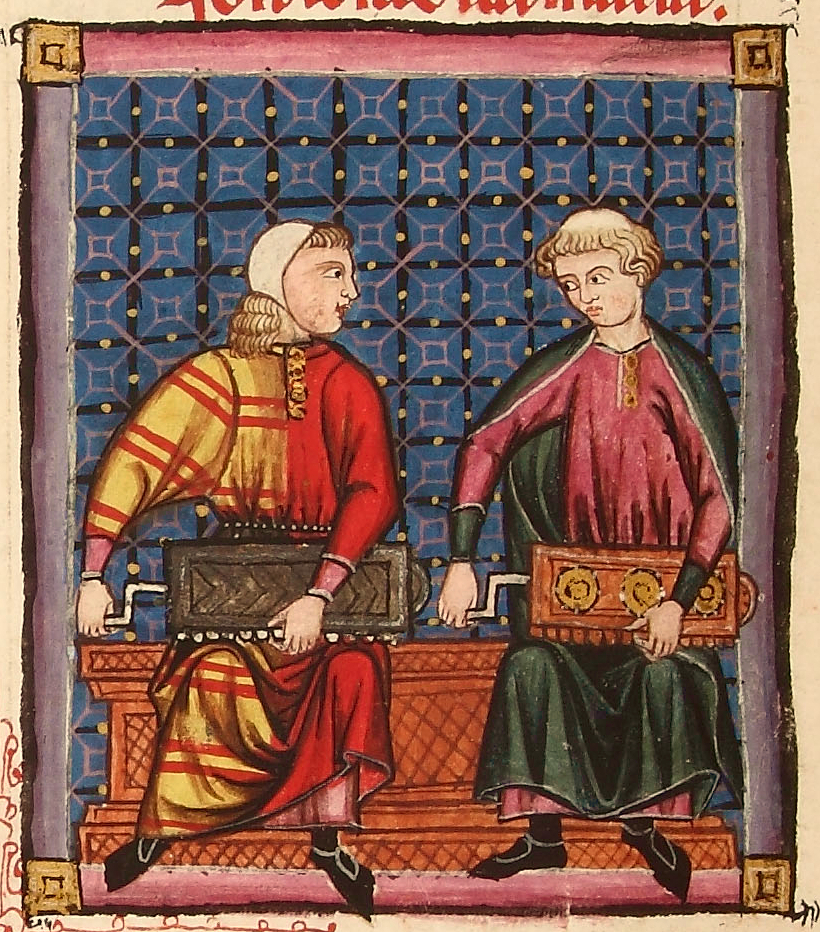
Illustration zu Cantiga de Santa María Nr. 160: zwei Musiker spielen die Kastenleier

## Frühzeit
Die Wurzeln der galicischen Literatur reichen bis in das 12. Jahrhundert zurück. Der älteste bekannte und noch erhaltene literarische Text in galicisch-portugiesischer Sprache ist ein zwischen 1196 und 1216 verfasster Lobgesang des Trobadors Xoán Soares de Pavia (auch Johã Soares de Paiva, João Soares de Paiva). Das älteste Dokument in galicischer Sprache, das auf dem heutigen Gebiet Galiciens verfasst wurde, ist die Verleihung der Stadtrechte für das Foro do Burgo de Castro Caldelas (1228) durch Alfons IX. von León.
In der Form der mittelalterlichen Minnelyrik der Cancioneiros erreichte die galicisch-portugiesische Literatur eine erste Blüte. Auch spanische Dichter (u. a. König Alfons der X., der Weise) schrieben im 12.–14. Jahrhundert Lyrik in galicisch-portugiesischer Sprache. Ihm oder dem Trobador Airas Nunes (ca. 1230–1293) werden die 426 Cantigas de Santa Maria zumindest teilweise zugeschrieben; sie bilden die Grundlage der galicischen Lyrik. Die zentrale Bedeutung der Marienlyrik resultiert aus der Marienverehrung auf den Stationen des Pilgerwegs nach Santiago de Compostela. Einen volkstümlicheren Ton schlagen die Frauenlieder (Cantigas de amigo) des aus Vigo oder Redondela stammenden Martim Codax (2. Hälfte des 13. Jahrhunderts) sowie die einzige erhaltene, aber berühmte cantiga Sedia-m' eu na ermida de San Simion von Mendinho an. Allerdings besitzen die tief in der Volkstradition wurzelnden, von Frauen gesungenen suggestiven Cantigas de amigo keine Vorbilder in der provenzalischen Trobador-Tradition. Sie sind wohl von den mozarabischen Jarchas (Ḫarǧas) inspiriert.
Im 15. Jahrhundert setzte sich dann das Kastilische als Sprache der schmalen Oberschicht durch, welcher ein Autonomiebewusstsein fehlte. Mit der Herausbildung des spanischen Einheitsstaates wurde das Galicische als Amtssprache verboten. Obwohl die galicische Sprache auch während des 16. bis 18. Jahrhunderts die verbreitetste Sprache der Region war, gibt es für diesen Zeitraum keine echten literarischen Zeugnisse; die Sprache lebte nur in mündlicher Form fort. Diese Zeit wird in Galicien als die „dunklen Jahrhunderte“ (galicisch: Os Séculos Escuros) bezeichnet. Ein Indiz für die Dominanz der kastilischen Oberschicht ist, dass im Zeitraum von 1550 bis 1800 von 144 Bischöfen Galiciens nur 16 Galicier waren.

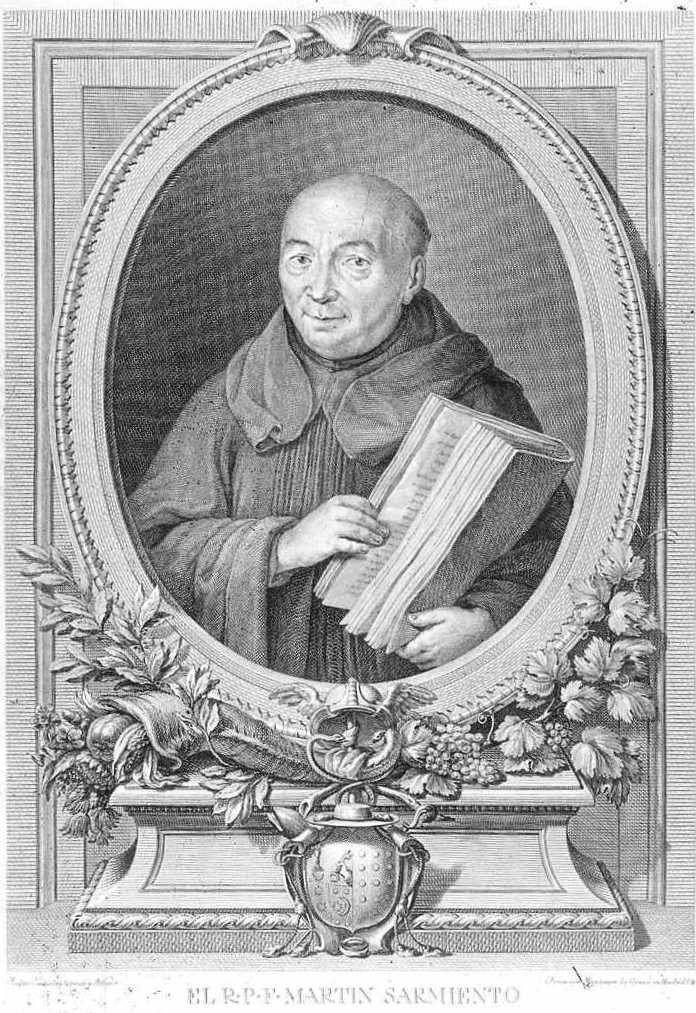
Dom Martín Sarmiento

Nur der Benediktiner Martín Sarmiento (1695–1772), ein Vertreter der frühen Aufklärung, setzte sich für den Gebrauch des Galicischen in der Schule und die Erhaltung der Volkskultur ein und überlieferte 1200 Liedstrophen in galicischer Sprache aus der Zeit um 1745. Vieler seiner Manuskripte blieben zu Lebzeiten unveröffentlicht, wurden erst posthum gedruckt oder fanden erst seit den 1970er Jahren wieder Beachtung. Auch der Vertreter einer wissenschaftlich orientierten Frühaufklärung Benito Jerónimo Feijoo schrieb teilweise in galicischer Sprache.

## Romantik des frühen 19. Jahrhunderts (Prerexurdimento)
Erst die napoleonische Besetzung brachte mit einem neuen politischen Selbstbewusstsein wieder ein patriotisches Schrifttum in galicischer Sprache hervor, u. a. durch den Offizier José Fernández Neira, der sich in propagandistischer Absicht mit seinen Proczas de Galicia („Heldentaten Galiciens“, 1810) an das gewöhnliche Volk wandte. Einen ersten Höhepunkt erreichte die neugalicische Literatur mit der neoklassizistisch-romantischen Dichtung Alborada (1828) von Nicomedes Pastor Díaz (1811–1863), gefolgt vom ersten galicischen Drama A casamenteira (1849) von Antonio Benito Fandiño. Diese erste Phase der Erneuerung der galicischen Sprache – etwa zeitgleich mit der katalanischen Renaixença – wird auch als Prerexurdimento („Zeit vor der Wiedererstehung“) bezeichnet. 1853 verfasste Xoán Manuel Pintos (1811–1876) mit A gaita gallega („Der galicische Dudelsack“) eine Sammlung von Prosatexten und Gedichten. Die meisten Dichtungen der Zeit konnten ihre folkloristischen Grundlagen allerdings nicht leugnen. Die Bestrebungen zur Gründung galicischer kultureller Institutionen wurden außerdem seit dem Carlistenkrieg 1847–1849 unterdrückt. Zugleich kam es zu einem Exodus vieler Galicier nach Lateinamerika, Barcelona oder ins Baskenland, der zur Halbierung des Anteils Galiciens an der spanischen Gesamteinwohnerzahl von 1850 bis 2000 führte. So geriet das Galicische immer mehr unter den Einfluss des Castillano, während gleichzeitig immer mehr galicische Siedlungen in der Diaspora entstanden.

## DasRexurdimento
Der polyglotte Neffe Napoleon I., Louis Lucien Bonaparte, der vermutlich selbst nie in Galicien war, begann um 1859 in Verbindung mit dem galicischen Dichter und Arzt Vicente de Turnes aus Anlass einer Übersetzung des Matthäusevangeliums ins Galicische, die in London 1861 veröffentlicht wurde, die Sprache genauer zu erforschen. Er bemühte sich relativ erfolgreich um eine korrekte Orthographie, die Aussonderung kastilischer Begriffe und eine genaue, auch regionale Abgrenzung zum Portugiesischen. Sein erstes Gedicht in galicischer Sprache publizierte der vom Ossianismus beeinflusste Lyriker Eduardo Pondal 1858. Er ist Autor des Textes der galicischen Nationalhymne. Das erste galicische Dichtertreffen fand 1861 (Juegos florales) in A Coruña statt.

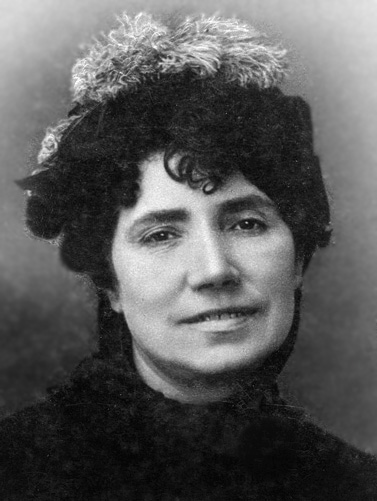
Rosalía de Castro

Als Beginn des eigentlichen Rexurdimento, der nationalen Spracherneuerungsbewegung gilt die Veröffentlichung der Cantares gallegos („Galicische Lieder“) durch die feministische Lyrikerin Rosalía de Castro im Jahr 1863. Unbeeinflusst von politisch-ideologischen Auseinandersetzungen sind ihre Themen Einsamkeit und Traurigkeit der Liebe, die Saudade, die Versuchung zum Selbstmord. Ihr zweiter Gedichtband Follas novas (Neue oder junge Blätter) wurde in Havanna ediert und 1880 in Madrid gedruckt. Das wies auf ihr enges Verhältnis zu den galicischen Emigranten in Kuba hin, die – bedingt durch das ländliche Elend in ihrer Heimat – in großer Zahl dorthin und nach Argentinien ausgewandert waren. Ihnen widmete sie ihr Gedicht ¡Pra a Habana! (dt.: „Auf nach Havanna!“). In Galicien wird am 24. Februar der Rosalía-Tag gefeiert, der Tag ihrer Geburt in Santiago de Compostela im Jahr 1837. Es gilt als Symbol für die galizische Sprache, erhielt sie doch erst durch Rosalía de Castro wieder literarischen Rang.
Wohl nur durch Rosalía und die beiden anderen bedeutenden, aber eher sprachpolitisch-missionarisch orientierten Lyriker dieser Epoche Manuel Curros Enríquez (er veröffentlichte 1880 Aires da miña terra, eine Gedichtsammlung, die vom Bischof von Ourense mit dem Bann belegt wurde) und Eduardo Pondal (Queixumes dos pinos, 1886) überlebte die Sprache. Rosalía Castros Ehemann, der Journalist und Historiker Manuel Murguía (1833–1923), veröffentlichte 1886 eine Anthologie mit Beiträgen galicischer Autoren unter dem Titel Los Precursores.
Als Erzähler ist für diese Zeit der Romantiker Juan Manuel Pintos (1811–1876) erwähnenswert, der auch bukolische Idylle verfasste. Den ersten Roman in galicischer Sprache publizierte in Fortsetzungsform seit 1880 Marcial Valladares Núñez (1821–1903), einer der wichtigsten Vertreter der literarischen und sprachlichen Erneuerungsbewegung. 1886 fand der erste galicische Literaturwettbewerb statt; etwa gleichzeitig erschienen die ersten Wörterbücher und Grammatiken. Für Frauenrechte trat frühzeitig die Autorin Filomena Dato ein, die nur einen einzigen Lyrikband in galicischer Sprache veröffentlichte (Follatos, 1891).

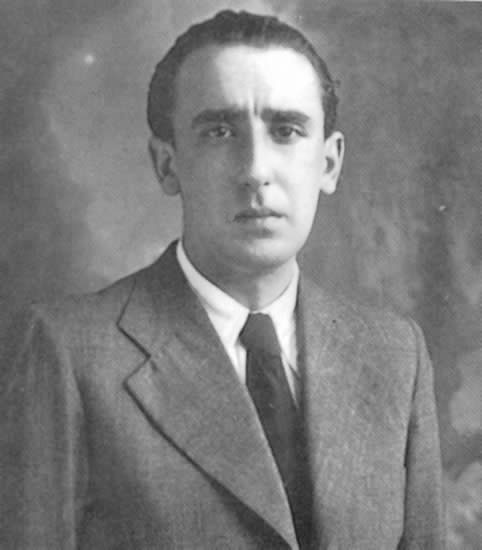
Álvaro Cunqueiro (1928)

## Moderne
Zu Beginn des 20. Jahrhunderts manifestierte sich das wachsende kulturelle Selbstbewusstsein in der Gründung von Zeitschriften in galicischer Sprache (v. a. A nosa terra, 1907–2011) und einer Akademie (Real Academia Galega). Nach wie vor dominierte jedoch Epigonales, Ländliches (ruralismo), Costumbristisches und Historisches. Der Realismus war schwach ausgeprägt.
Erst spät wurde die Bedeutung der Cancioneiros für die Erneuerung der Sprache erkannt, so von Antonio Noriega Varela (1869–1947), der sich nach costumbristisch-ruralistischen Anfängen vom Modernismo Rubén Daríos beeinflusst zeigte und sich stärker an der portugiesischen Literatur orientierte. Zu einer wichtigen Figur der galicischen Nationalbewegung und der Bauernbewegung, der Acción Gallega um 1910, wurde der Romanautor und Lyriker Ramón Cabanillas (1876–1959), der zeitweise auf Kuba lebte. Als ein zwischen dem Resurximento und der Moderne, zwischen katholischer Spätromantik, Symbolismus und Postsymbolismus stehender Autor wird er zur Xeración antre dous séculos (generación entre dos siglos, Generation zwischen zwei Jahrhunderten) gezählt.

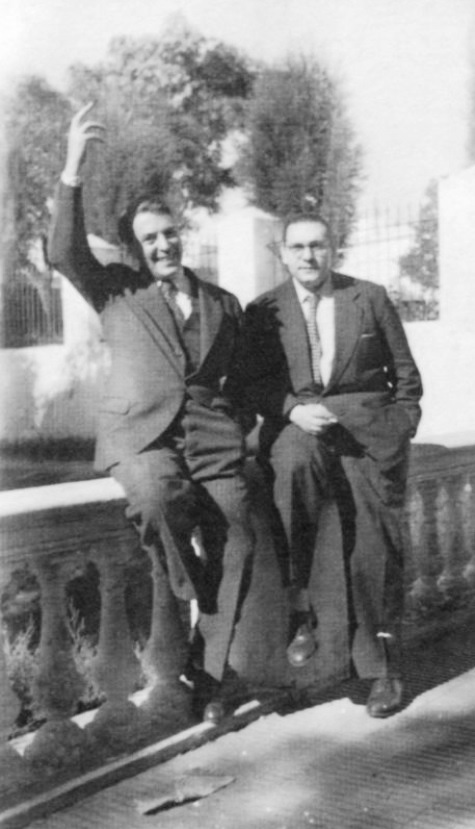
Rafael Dieste und Luís Seoane im Exil in Buenos Aires (1946)

In den 1920er Jahren spaltete sich die Bewegung in eine konservative und eine moderne Strömung. Die letztere, vom Modernismo und französischen Avantgardismus beeinflusste sog. Xeración de 25, die etwa der spanischen Generación del 27 entspricht und zu deren wichtigsten Figuren die Lyriker Manuel Antonio (1900–1930) mit De catro a catro (1928) und dem avantgardistischen Manifest Máis Alá, der symbolistische Dichter Luís Pimentel (1895–1958) (Sombra do aire na herba, postum 1959) und der Erzähler Rafael Dieste (1899–1981) gehörten, rebellierte gegen das konservativ-katholische Umfeld und versuchte Anschluss an die europäische Avantgarde zu finden. Durch Ableitung und Neuschöpfung aus dem Kastilischen gemäß der Gesetzen der historischen Phonetik schuf das Seminario de Estudos Galegos (1923–1936) den galicischen Wortschatz zu erweitern.
Nach dem Bürgerkrieg brach die literarische Produktion zusammen. Unter dem Franco-Regime wurde jede Möglichkeit zur Pflege regionaler Sprachen unterdrückt. Einige Autoren, die der galicischen Nationalbewegung nahestanden wie Celso Emilio Ferreiro, Alfonso Daniel Rodríguez Castelao, Luís Seoane (1910–1979) und Rafael Dieste, der allerdings einen großen Teil seines erzählerischen Werks auf Kastilisch schrieb, sowie der Erzähler und Essayist Xosé Neira Vilas gingen ins Exil.
Der wohl bedeutendste galicische Autor des 20. Jahrhunderts, der Journalist und Avantgardist Álvaro Cunqueiro (1911–1981), schrieb vor allem seine frühe Lyrik in galicischer Sprache. Er sympathisierte zunächst mit dem Franquismus, leistete aber in seinen Romanen in den 1950er und 1960er Jahren durch die Gestaltung galicischer Stoffe einen wesentlichen Beitrag zum Fortleben kultureller Identität. Cunqueiros Werk zeichnet sich durch einen Hang zum Mysteriösen, Phantastischen aus. So greift er auf das mythische Keltentum und die Artus-Romane, auf orientalische Erzählungen und die klassische griechische Mythologie zurück. In As crónicas de sochantre (1956) lässt er ein Heer von Toten in die Bretagne auswandern. Manuel Cuña Novas (1926–1992) orientierte sich in Fabulario Novo (1952) am französischen Existenzialismus.

## 1975–2000
Nach dem Ende des Franco-Regimes, das die Veröffentlichungen in galicischer Sprache weitgehend unterdrückte, erlebte die galicische Literatur eine erneute Phase des Aufschwunges. 1963 wurde der Tag der Galicischen Literatur als weltlicher Feiertag eingeführt. Er wird auch in Ländern gefeiert, in die viele Galicier auswanderten, so in Argentinien und Kuba.

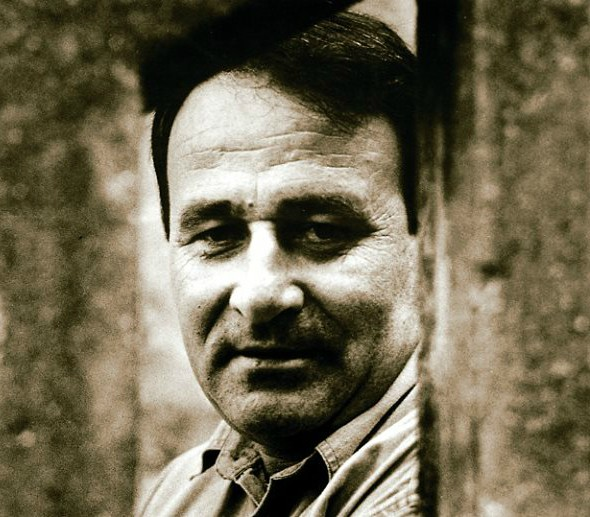
Carlos Casares

Einer der innovativsten Erzähler dieser Phase Carlos war Carlos Casares Mouriño (1941–2002). Als Lehrer litt er schon unter dem Verbot, in galicischer Sprache zu unterrichten. Der Erzähler, Roman- und Kinderbuchautor und Essayist Carlos Casares Mouriño war der erste Träger des seit 1976 vergebenen Premio de la Crítica de narrativa gallega, den er für seinen Roman Xoguetes para un tempo prohibido (1975, Neuauflage 2005) über das Erwachsenwerden eines Jungen auf dem Lande, die katholische Moral und die Desillusionierung der revolutionären Utopien erhielt. Später trat er im Regionalparlament für die galicische Sprache ein und gab Zeitschriften heraus.
Dem Theater widmete sich nach seiner Rückkehr aus dem Exil der Erzähler Eduardo Blanco Amor (1897–1979). Nach frühen Anfängen als Lyriker verfasste Xosé Fernández Ferreiro (1931–2015) nach Francos Tod zahlreiche Romane, u. a. den ersten galicischen „Western“ A morte de Frank González (1975). Der vielfach ausgezeichnete Lyriker, Erzähler und Journalist Xosé Luís Méndez Ferrín (* 1938) teilt die Vorliebe für das Phantastische, die man auch anderen galicischen Autoren nachsagt, verbindet sie jedoch mit politischen Intentionen. Er machte sich um die Institutionalisierung von Literaturfestivals verdient und wurde 1999 für den Nobelpreis für Literatur vorgeschlagen.

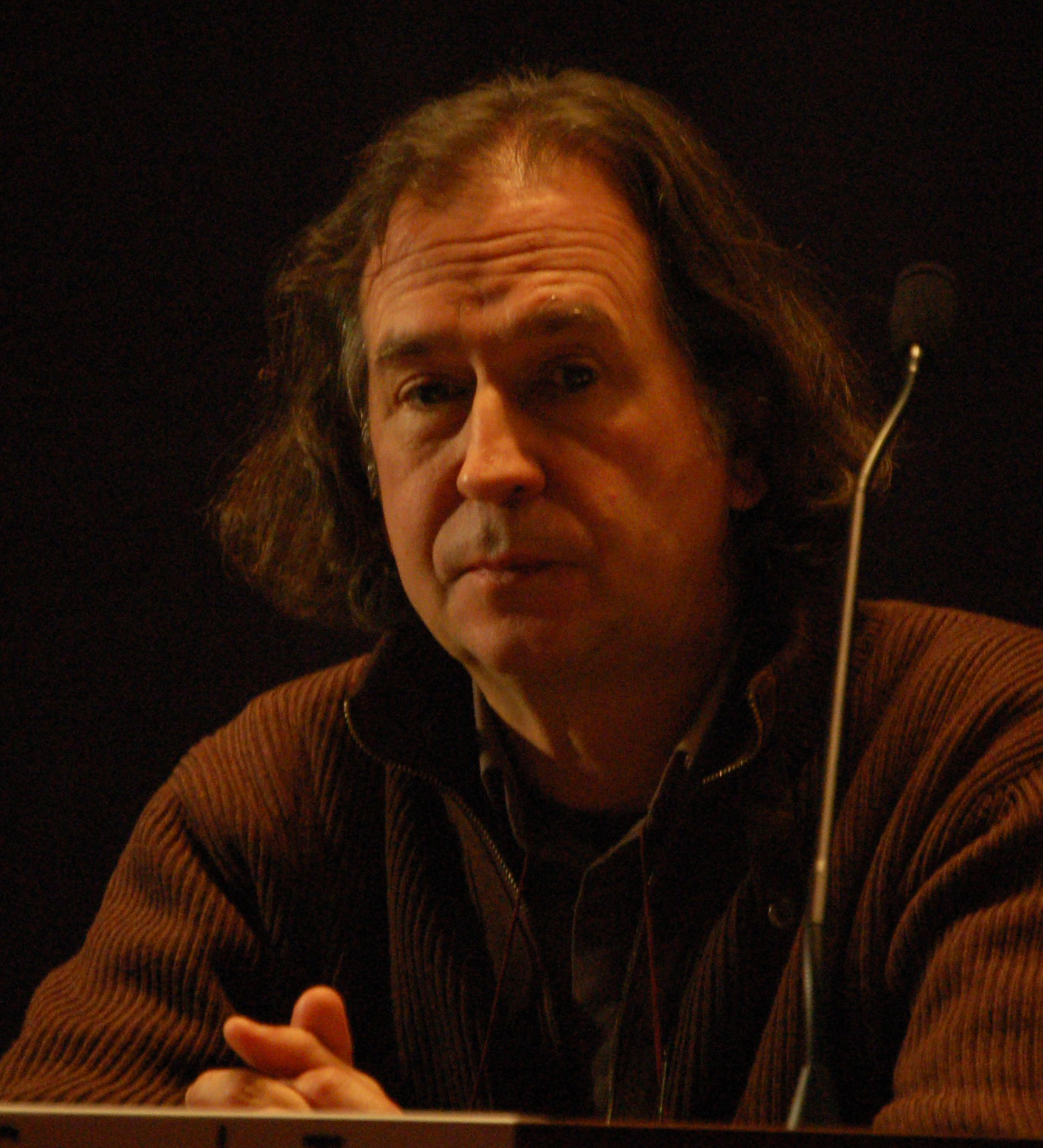
Suso de Toro

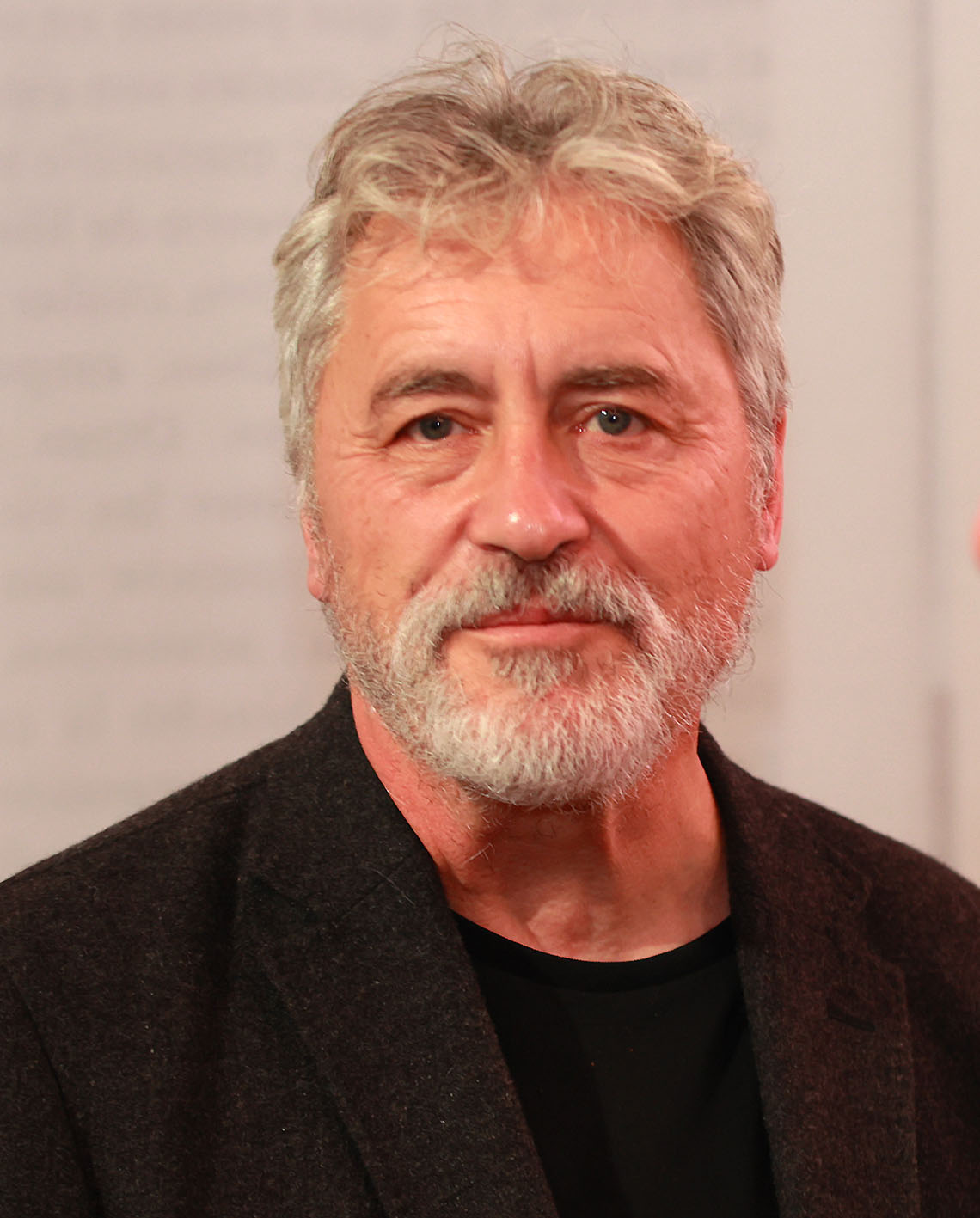
Manuel Rivas auf der Frankfurter Buchmesse 2022

Weitere galicische Autoren der Nachkriegsgeneration, die in der Zeit nach Franco aktiv wurden, sind der Lyriker und Übersetzer Xavier Rodríguez Baixeras (* 1945), der Lyriker, Essayist, Jugendbuchautor und Hochschullehrer José Maria Alvarez Cáccamo (* 1950), der Dichter, Erzähler und Kinderbuchautor Darío Xohán Cabana (* 1952), der Dantes Göttliche Komödie 1990 und erneut 2014 ins Galicische übersetzte, sowie der Lyriker, Erzähler und Essayist Manuel Forcadela (* 1958). Juan Abeleira, geboren 1963 als Sohn galicischer Migranten in Venezuela, lebt in Madrid und schreibt Essays in galicischer Sprache. Für das Fernsehen und den Rundfunk arbeitet der populäre Autor und Regisseur Suso de Toro (* 1956), der seit 1983 mehr als 20 Romane auf Galicisch veröffentlicht hat. Im Ausland bekannt wurde vor allem der Poet, Journalist, Essayist und Erzähler Manuel Rivas (* 1957), der die Romane En salvaje compañía (1994) und O lapis do carpinteiro („Der Bleistift des Zimmermanns“) 1998 veröffentlichte. Seine Kurzgeschichte La lengua de las mariposas („Die Zunge der Schmetterlinge“) wurde im Jahr 1999 unter diesem Titel verfilmt. Rivas schreibt auch in spanischer Sprache.
Der Literaturprofessor Román Raña Lama (* 1960) begann wie viele andere galicische Autoren mit Lyrik und wandte sich dann der Prosa zu. Er verfasste neben seiner Übersetzer- und Herausgebertätigkeit unter anderem einen Roman über Liebe, Intrigen und Verbrechen (O crime da rúa da Moeda Vella, 1991). Der Romanautor und Essayist Xurxo Borrazás (* 1963) gilt als erster postmodern-experimenteller Autor galicischer Sprache. Überwiegend ist er als Übersetzer tätig.

## Gegenwart
Xavier Frías Conde (* 1965), Linguist und Schriftsteller, schreibt neben zahlreichen Fachbüchern Erzählungen, microcontos, Lyrik und Kinderbücher in spanischer, galicischer, asturianischer und portugiesischer Sprache. Die Philologin, Übersetzerin, Lyrikerin und Essayistin Olga Novo (* 1975) arbeitet als Hochschullehrerin in Lorient (Frankreich). Sie ist Spezialistin für den literarischen Surrealismus und war zeitweise Chefredakteurin der mehrsprachigen Literaturzeitschrift Ólisbos, die in 20 Ausgaben zwischen 1986 und 1997 erschien. Der Ingenieur Antonio Manuel Fraga (* 1976) verfasst fantastische Kinder- und Jugendbücher. Patricia Janeiro (* 1978) (Caixa de mistos, 2005) schrieb mit Perspectiva desde a Porta (2009) aufgrund eigener Recherchen ein Buch über den galicischen Nationalismus und seine Opfer auf beiden Seiten. Die Linguistin Teresa Moure (* 1963) wurde durch ihren Roman Herba moura (2005) international bekannt und trat auch als Theaterautorin hervor (Unha primavera para Aldara, 2007). Zu den jüngeren Autoren zählt der in Frankreich geborene Óliver Laxe (* 1982), ein bekannter international wirkender Regisseur, der seine Drehbücher teils selbst schreibt (Todos vós sodes capitáns, 2010; As mimosas, 2016).
Als Zentrum der galicischen Literatur hat sich in den letzten Jahrzehnten im Zusammenhang mit der Musikbewegung Vigo etabliert. Der Premio da Crítica de narrativa galega wird seit 1976 vergeben. Bis 2021 wurden Werke von Carlos Casares dreimal und von Manuel Rivas viermal damit ausgezeichnet. Die Asociación de Escritoras e Escritores en Lingua Galega (AELG) vergibt seit den 1980er Jahren die Premios Irmandade do Libro. Einen Preis für Romane in galicischer Sprache (Premio Xerais) vergibt seit 1984 der für die Entwicklung der neueren Literatur wichtige Verlag Edicións Xerais de Galicia.

## Buchmarkt und Verbreitung der galicischen Literatur
Heute wird Galicisch von fast drei Millionen Menschen in Spanien und einigen Hunderttausend im Ausland, vor allem in Venezuela, gesprochen. Die Mehrheit der Galicier kennt und nutzt es als Muttersprache.
Im Jahre 1975 wurden 68 Werke auf Galicisch veröffentlicht, 1998 waren es 1.106 Werke mit einer Gesamtauflage von knapp zwei Millionen Exemplaren und 2010 bereits 2.544 Werke. Der seit 1950 bestehende Verlag Editorial Galaxia in Vigo publiziert ausschließlich Bücher in galicischer Sprache, bis 2019 waren es etwa 2800.
Viele Neofalantes („Neusprecher“) mussten das Galicische neu erlernen, wozu das Fernsehen beitrug, das trotz der 1982 erfolgten Standardisierung der Sprache immer noch durch Dialekte geprägt ist und nach Ausdrucksmöglichkeiten für moderne Sachverhalte sucht, die bisher dem Kastilischen vorbehalten waren.
Die erfolgreiche Verbreitung der Literatur verdankt sie ihrer Standardisierung, den zahlreichen Übersetzungen ins Spanische und aus dem Spanischen in weitere Sprachen. Die Entwicklung einer einheitlichen Sprachnorm kann sie nach Ansicht von Kritikern jedoch ihrer ursprünglichen Ausdruckskraft und Vielfalt berauben. Auch stellt die Verwendung der entweder auf der portugiesischen Orthographie basierenden oder der am Spanischen orientierten Schreibnorm immer auch ein politisches Statement dar, das durch die orthographische Normierung und erst recht durch die Übersetzungen unsichtbar wird. Schließlich gehen bei einer Übersetzung auf dem Umweg über das Spanische Feinheiten wie der Wechsel vom Galicischen ins Spanische beim Dialog zwischen Angehörigen unterschiedlicher Schichten verloren.